# Mormonia innubens
Mormonia innubens là một loài bướm đêm trong họ Noctuidae.